# Niedetzky Antal
Niedetzky Antal (Székesfehérvár, 1933. november 19. – Pécs, 1996. április 25.) orvos, egyetemi tanár, a Pécsi Orvostudományi Egyetem Biofizikai Intézetének igazgatóhelyettese.

## Pályafutása
Általános orvosi diplomáját 1959-ben szerezte a Pécsi Orvostudományi Egyetemen. Másodéves hallgatóként már dolgozott a Biofizikai Intézetben, Ernst Jenő professzor tanítványaként. Pályája során tevékenyen vett részt a tudományos közéletben több tudományos társaság tagjaként, illetve az 1966-ban megjelent Acta Biochimica et Biophysica Academiae Scientiarum Hungaricae (1986-tól Acta Biochim. et Biophys. Hungarica) folyóirat biofizikai részének technikai szerkesztőjeként.
Kutatási területe a radioaktív sugárzás hatása az élő szövetekre.

## Tudományos társasági tagságai
- Magyar Biofizikai Társaság (elnökségi tag)
- Magyar Tudományos Akadémia Tudományos Minősítő Bizottságának Biológiai Szakbizottsága
- Magyar Tudományos Akadémia Biofizikai Bizottsága

## Kinevezései, díjai
- Tudományok Kandidátusa 1968 (biológia)
- Habilitáció 1993
- Ernst Jenő-emlékérem 1995

## Főbb publikációi
- A mechanokémiai kapcsolatról az izomban - Budapest: Révai Nyomda, 1959
- Untersuchung des Na p24 s-, K p42 s- und P p32 s- Ionenaustausches im tätigen Nerven - Budapest : Akad. Kiadó, 1959
- A mechano-kémiai kapcsolat kérdéséről. In: A Magyar Tudományos Akadémia Biológiai Csoportjának közleményei. – 4. (1960) 1-2., p. 161-165.
- Effect of radioactive radiation on cardiac activity (társszerző) - Budapest : Akad. Kiadó, 1963
- A mechano-kémiai kapcsolás és az izom hypertrophiája. In: A Magyar Tudományos Akadémia Biológiai Tudományok Osztályának közleményei. – 8. (1965) 2., p. 189-193.
- Szívautomatizmus és radioaktív sugárzások (1966)
- Elméleti biológia (társszerző) - Budapest : Akadémiai Kiadó, 1967
- Neutronaktivációs analízis a biológiai rendszerekben. In: A Magyar Tudományos Akadémia Biológiai Tudományok Osztályának közleményei. – 15. (1972) 4., p. 367-373.